# Большая семёрка
Больша́я семёрка (англ. Group of Seven — «Гру́ппа семи́», G7) — неформальный международный клуб, объединяющий Великобританию, Германию, Италию, Канаду, Францию, Японию и США.
Такое же название носит и неофициальный форум лидеров этих государств (с участием Европейской комиссии), в рамках которого осуществляется согласование подходов к актуальным международным проблемам. По негласному правилу, саммиты группы проходят ежегодно по очереди в каждом из государств-членов.
«Большая семёрка» не является международной организацией, она не основана на международном договоре, не имеет устава и секретариата. Решения «семёрки» не имеют обязательной силы. Как правило, речь идёт о фиксации намерения сторон придерживаться согласованной линии или о рекомендациях другим участникам международной жизни применять определённые подходы в решении тех или иных вопросов. Поскольку G7 не имеет устава, официально принять статус члена этого института невозможно.
С 1997 года в составе клуба участвовала Россия, в связи с чем объединение получило название «Большая восьмёрка» (G8). Однако после аннексии Крыма в 2014 году клуб вновь стал собираться без России в формате G7.

## Название
Термин «Большая семёрка» возник в российской публицистике в начале 1990-х годов из-за ошибочной трактовки английского сокращения G7 как Great Seven («большая семёрка»), хотя в действительности оно является сокращением Group of Seven («группа семи»). Впервые употребление термина «Большая семёрка» зафиксировано в статье «Прибалтика обошлась Горбачёву в 16 миллиардов долларов» в журнале «Коммерсантъ-Власть» от 21 января 1991 года.

## История
Идея проведения встреч руководителей наиболее промышленно развитых стран мира возникла в начале 1970-х годов в связи с экономическим кризисом и обострением отношений между США, Западной Европой и Японией по экономическим и финансовым вопросам.
Руководители стран привозят с собой делегацию в минимальном количестве. По итогам встречи подписывается коммюнике для прессы. В отличие от официальных визитов, готовящихся несколько месяцев, встречи большой семёрки готовятся быстрее.
На первое совещание 15—17 ноября 1975 года во дворце Рамбуйе по инициативе действовавшего президента Франции Валери Жискар д’Эстена собрались главы государств и правительств шести стран (с начала 70-х годов подобные встречи проводились на уровне министров финансов): Франции, США, Великобритании, ФРГ, Италии и Японии. На встрече G6 была принята Совместная декларация по экономическим проблемам, в которой содержался призыв о неприменении агрессии в торговой области и отказе от установления новых дискриминационных барьеров.
В дальнейшем встречи проводятся ежегодно.
В 1976 году «шестёрка» превратилась в «семёрку», приняв в свой состав Канаду, а в течение 1991—2002 годов поэтапно (по схеме «7+1») была преобразована в «восьмёрку» с участием СССР, а с декабря 1991 года — России.
Первой эстафету формата G7 приняла британская столица — Лондон[когда?]. 17 июля 1991 года президент СССР М.Горбачёв принимал участие в переговорах, в 1997 в сообщество развитых стран мира вступила РФ (оно стало называться G8).
С 2014 года вновь функционирует в формате «семёрки» — после российской аннексии Крыма западные страны отказались участвовать в работе G8 и стали проводить встречи в формате G7.
В июне 2020 года президент США Дональд Трамп выступил с предложением вернуть Россию в G8. Однако другие страны—участницы группы не поддержали это предложение.

## Лидеры «Большой семёрки»
| Государство      | Представитель        | Должность                            | Полномочия с    | Фото |
| ---------------- | -------------------- | ------------------------------------ | --------------- | ---- |
| Япония           | Сигэру Исиба         | Премьер-министр Японии               | 1 октября 2024  |      |
| Великобритания   | Кир Стармер          | Премьер-министр Великобритании       | 5 июля 2024     |      |
| Канада           | Марк Карни           | Премьер-министр Канады               | 14 марта 2025   |      |
| США              | Дональд Трамп        | Президент США                        | 20 января 2025  |      |
| Франция          | Эмманюэль Макрон     | Президент Французской республики     | 14 мая 2017     |      |
| Германия         | Фридрих Мерц         | Федеральный канцлер Германии         | 6 мая 2025      |      |
| Италия           | Джорджа Мелони       | Председатель Совета министров Италии | 22 октября 2022 |      |
| Европейский союз | Антониу Кошта        | Председатель Европейского совета     | 1 декабря 2024  |      |
| Европейский союз | Урсула фон дер Ляйен | Председатель Европейской комиссии    | 1 ноября 2019   |      |

## Председатель
Председателем «семёрки» является в течение каждого календарного года руководитель одной из стран-членов в следующем порядке ротации: Франция, США, Великобритания, ФРГ, Япония, Италия, Канада (с 1981).

## Названия советов
Кроме летних встреч глав государств, часто проводятся совещания на уровне министров:
- Совет глав промышленных государств;
- Совет министров финансов;
- Совет министров иностранных дел;
- Совет министров образования;
- Совет генеральных прокуроров;
- Совет спикеров парламентов промышленных государств.

## Страны-участницы и их доли в ВВП (Международный валютный фонд)
- Франция
- Германия
- Италия
- Япония
- Великобритания
- США
- Канада

Таблица с информацией на 2019 год:
| Страна         | Население (оценка) | Население (оценка) | ВВП     | ВВП  |
| Страна         | млн                | %                  | млрд $  | %    |
| -------------- | ------------------ | ------------------ | ------- | ---- |
| Великобритания | 66,6               | 0,85               | 2830,8  | 3,2  |
| Германия       | 83,1               | 1,06               | 3861,6  | 4,4  |
| Италия         | 60,2               | 0,77               | 2001,5  | 2,3  |
| Канада         | 38,5               | 0,49               | 1736,4  | 2,0  |
| США            | 330,0              | 4,22               | 21433,2 | 24,5 |
| Франция        | 68,9               | 0,88               | 2715,8  | 3,1  |
| Япония         | 126,0              | 1,6                | 5079,9  | 5,8  |

Динамика ВВП в странах Большой восьмёрки в 1992—2009 годах, в процентах от уровня 1992 года.

Доля стран Большой Семёрки в мировом ВВП

## Совещания («саммиты»)
Встречи глав государств и правительств стран «Группы семи» проходят ежегодно (обычно — летом) на территории государства-председателя. В заседаниях участвуют, помимо глав государств и правительств стран-членов, два представителя Европейского союза, а именно — председатель Европейской комиссии и руководитель страны, председательствующей в данный момент в ЕС.
Повестку дня саммита формируют шерпы — доверенные лица руководителей стран «семёрки».

## Лидеры стран «Большой семёрки» с момента её создания
Великобритания — премьер-министры
- Гарольд Вильсон (до 1976)
- Джеймс Каллагэн (1976—1979)
- Маргарет Тэтчер (1979—1990)
- Джон Мейджор (1990—1997)
- Тони Блэр (1997—2007)
- Гордон Браун (2007—2010)
- Дэвид Кэмерон (2010—2016)
- Тереза Мэй (2016—2019)
- Борис Джонсон (2019—2022)
- Лиз Трасс (2022)
- Риши Сунак (2022—2024)
- Кир Стармер (с 2024)

Германия — федеральные канцлеры
- Гельмут Шмидт (до 1982)
- Гельмут Коль (1982—1998)
- Герхард Шрёдер (1998—2005)
- Ангела Меркель (2005—2021)
- Олаф Шольц (2021—2025)
- Фридрих Мерц (с 2025)

Италия — председатели Совета Министров
- Альдо Моро (до 1976)
- Джулио Андреотти (1976—1979; 1989—1992)
- Франческо Коссига (1979—1980)
- Арнальдо Форлани (1980—1981)
- Джованни Спадолини (1981—1982)
- Аминторе Фанфани (1982—1983; 1987)
- Беттино Кракси (1983—1987)
- Джованни Гориа (1987—1988)
- Чириако де Мита (1988—1989)
- Джулиано Амато (1992—1993; 2000—2001)
- Карло Адзелио Чампи (1993—1994)
- Сильвио Берлускони (1994—1995; 2001—2006; 2008—2011)
- Ламберто Дини (1995—1996)
- Романо Проди (1996—1998; 2006—2008)
- Массимо Д’Алема (1998—2000)
- Марио Монти (2011—2013)
- Энрико Летта (2013—2014)
- Маттео Ренци (2014—2016)
- Паоло Джентилони (2016—2018)
- Джузеппе Конте (2018—2021)
- Марио Драги (2021—2022)
- Джорджа Мелони (с 2022)

Канада (c 1976) — премьер-министры
- Пьер Элиотт Трюдо (до 1979; 1980—1984)
- Джо Кларк (1979—1980)
- Джон Тёрнер (1984)
- Брайан Малруни (1984—1993)
- Ким Кэмпбелл (1993)
- Жан Кретьен (1993—2003)
- Пол Мартин (2003—2006)
- Стивен Харпер (2006—2015)
- Джастин Трюдо (2015—2025)
- Марк Карни (c 2025)

США — президенты
- Джеральд Форд (до 1977)
- Джимми Картер (1977—1981)
- Рональд Рейган (1981—1989)
- Джордж Буш (1989—1993)
- Билл Клинтон (1993—2001)
- Джордж Буш младший (2001—2009)
- Барак Обама (2009—2017)
- Дональд Трамп (2017—2021; c 2025)
- Джо Байден (2021—2025)

Франция — президенты
- Валери Жискар д’Эстен (до 1981)
- Франсуа Миттеран (1981—1995)
- Жак Ширак (1995—2007)
- Николя Саркози (2007—2012)
- Франсуа Олланд (2012—2017)
- Эмманюэль Макрон (с 2017)

Япония — премьер-министры
- Такэо Мики (до 1976)
- Такэо Фукуда (1976—1978)
- Масаёси Охира (1978—1980)
- Дзэнко Судзуки (1980—1982)
- Ясухиро Накасонэ (1982—1987)
- Нобору Такэсита (1987—1989)
- Сосукэ Уно (1989)
- Тосики Кайфу (1989—1991)
- Киити Миядзава (1991—1993)
- Морихиро Хосакава (1993—1994)
- Цутому Хата (1994)
- Томиити Мураяма (1994—1996)
- Рютаро Хасимото (1996—1998)
- Кэйдзо Обути (1998—2000)
- Ёсиро Мори (2000—2001)
- Дзюнъитиро Коидзуми (2001—2006)
- Синдзо Абэ (2006—2007; 2012—2020)
- Ясуо Фукуда (2007—2008)
- Таро Асо (2008—2009)
- Юкио Хатояма (2009—2010)
- Наото Кан (2010—2011)
- Ёсихико Нода (2011—2012)
- Ёсихидэ Суга (2020—2021)
- Фумио Кисида (2021—2024)
- Сигэру Исиба (c 2024)

### Бывшие члены
Россия (1997—2014) — президенты
- Борис Николаевич Ельцин (1997—1999)
- Владимир Владимирович Путин (2000—2008, 2012—2014)
- Дмитрий Анатольевич Медведев (2008—2012)

## Гости саммитов
Европейский союз (с 1977) — председатель Комиссии европейских сообществ / Европейской комиссии
- Рой Дженкинс (1977—1981)
- Гастон Торн (1981—1985)
- Жак Делор (1985—1995)
- Жак Сантер (1995—1999)
- Романо Проди (1999—2004)
- Жозе Мануэл Дуран Баррозу (2004—2014)
- Жан-Клод Юнкер (2014—2019)
- Урсула фон дер Ляйен (с 2019)

Лидер страны-председателя ЕС:
- 2003 I — Хосе Мария Аснар (Испания)
- II — Сильвио Берлускони (Италия)
- 2004 I — Берти Ахерн (Ирландия)
- II — Ян Петер Балкененде (Нидерланды)
- 2005 I — Жан-Клод Юнкер (Люксембург)
- II — Тони Блэр (Великобритания).
- 2006 — Австрия и Финляндия
- 2007 — Германия и Португалия
- 2008 — Австрия
- Также участвуют представители Китая (Ху Цзиньтао), Индии (Манмохан Сингх), Бразилии (Луис Инасиу Лула да Силва) (2005), Мексики (Висенте Фокс), ЮАР (Табо Мбеки), ООН (Пан Ги Мун), Испании.

## Саммиты
| Номер саммита | Дата               | Принимающая страна      | Организатор саммита                                | Место проведения                                   | Наиболее обсуждаемые темы                                           |
| ------------- | ------------------ | ----------------------- | -------------------------------------------------- | -------------------------------------------------- | ------------------------------------------------------------------- |
| 1-й           | 15-17 ноября 1975  | Франция                 | президент Валери Жискар д’Эстен                    | Замок Рамбуйе, Иль-де-Франс                        | Отказ от политики торговых войн                                     |
| 2-й           | 27-28 июня 1976    | США                     | президент Джеральд Форд                            | Дорадо, Пуэрто-Рико                                | Необходимость устойчивого роста мировой экономики                   |
| 3-й           | 7-8 мая 1977       | Великобритания          | премьер-министр Джеймс Каллагэн                    | Даунинг-стрит, 10, Лондон                          | Зависимость развитых стран от экспорта нефти                        |
| 4-й           | 16-17 июля 1978    | ФРГ                     | федеральный канцлер Гельмут Шмидт                  | Резиденция канцлера ФРГ, Бонн                      | Борьба с инфляционными процессами                                   |
| 5-й           | 28-29 июня 1979    | Япония                  | премьер-министр Масаёси Охира                      | дворец Акасака, Токио                              | Дефицит энергоносителей                                             |
| 6-й           | 22-23 июня 1980    | Италия                  | премьер-министр Франческо Коссига                  | остров Сан-Джорджо-Маджоре, Венеция                | Противодействие советскому вторжению в Афганистан                   |
| 7-й           | 20-21 июля 1981    | Канада                  | премьер-министр Пьер Трюдо                         | Монтебелло (Квебек)                                | Глобальная гонка вооружений                                         |
| 8-й           | 4-6 июня 1982      | Франция                 | президент Франсуа Миттеран                         | Версаль                                            | Война на Ближнем Востоке                                            |
| 9-й           | 28-30 мая 1983     | США                     | президент Рональд Рейган                           | Колониальный Уильямсбург, Уильямсберг (Виргиния)   | Долги развивающихся стран                                           |
| 10-й          | 7-9 июня 1984      | Великобритания          | премьер-министр Маргарет Тэтчер                    | Ланкастер-хаус, Лондон                             | Модернизация демократических ценностей и институтов власти          |
| 11-й          | 2-4 мая 1985       | ФРГ                     | федеральный канцлер Гельмут Коль                   | Резиденция канцлера ФРГ, Бонн                      | Охрана окружающей среды                                             |
| 12-й          | 4-6 мая 1986       | Япония                  | премьер-министр Ясухиро Накасонэ                   | дворец Акасака, Токио                              | Авария на Чернобыльской АЭС                                         |
| 13-й          | 8-10 июня 1987     | Италия                  | премьер-министр Аминторе Фанфани                   | остров Сан-Джорджо-Маджоре, Венеция                | Глобальное потепление                                               |
| 14-й          | 19-21 июня 1988    | Канада                  | премьер-министр Брайан Малруни                     | Metro Toronto Convention Centre, Торонто (Онтарио) | Перестройка в СССР                                                  |
| 15-й          | 14-16 июля 1989    | Франция                 | президент Франсуа Миттеран                         | Большая арка Дефанс, Париж                         | Права человека в КНР                                                |
| 16-й          | 9-11 июля 1990     | США                     | президент Джордж Буш                               | кампус Университета Райса, Хьюстон, Техас          | Создание рыночной экономики в странах Восточной Европы              |
| 17-й          | 15-17 июля 1991    | Великобритания          | премьер-министр Джон Мейджор                       | Ланкастер-хаус, Лондон                             | гостем саммита был президент СССР М. С. Горбачёв с супругой         |
| 18-й          | 6-8 июля 1992      | Германия                | федеральный канцлер Гельмут Коль                   | Мюнхен                                             | Югославские войны                                                   |
| 19-й          | 7-9 июля 1993      | Япония                  | премьер-министр Киити Миядзава                     | дворец Акасака, Токио                              | Ядерное разоружение                                                 |
| 20-й          | 8-9 июля 1994      | Италия                  | премьер-министр Сильвио Берлускони                 | Неаполь                                            | Впервые второй день саммита прошёл с участием России                |
| 21-й          | 15-17 июня 1995    | Канада                  | премьер-министр Жан Кретьен                        | Саммит Плэйс, Галифакс (Новая Шотландия)           | Реформа МВФ и Всемирного банка                                      |
| 22-й          | 27-29 июня 1996    | Франция                 | президент Жак Ширак                                | Лион, городской музей изобразительных искусств     | Поиски мирного урегулирования военно-политических конфликтов        |
| 23-й          | 20-22 июня 1997    | США                     | президент Билл Клинтон                             | Общественная библиотека Денвера, Колорадо          | Развитие малого предпринимательства                                 |
| 24-й          | 15-17 мая 1998     | Великобритания          | премьер-министр Тони Блэр                          | Бирмингем                                          | Региональная безопасность                                           |
| 25-й          | 18-20 июня 1999    | Германия                | федеральный канцлер Герхард Шрёдер                 | Кёльн                                              | Основание «Большой двадцатки»                                       |
| 26-й          | 21-23 июля 2000    | Япония                  | премьер-министр Ёсиро Мори                         | Окинава                                            | Новые информационные технологии                                     |
| 27-й          | 21-22 июля 2001    | Италия                  | премьер-министр Сильвио Берлускони                 | Генуя                                              | Продовольственная безопасность                                      |
| 28-й          | 26-27 июня 2002    | Канада                  | премьер-министр Жан Кретьен                        | Кананаскис (Альберта)                              | Международный терроризм                                             |
| 29-й          | 1-3 июня 2003      | Франция                 | президент Жак Ширак                                | курорт Эвиан-ле-Бен                                | Вторжение в Ирак                                                    |
| 30-й          | 8-10 июня 2004     | США                     | президент Джордж Буш младший                       | Си-Айленд, Джорджия                                | Свобода слова                                                       |
| 31-й          | 6-8 июля 2005      | Великобритания          | премьер-министр Тони Блэр                          | отель Глениглз отель Перт (Шотландия)              | Помощь беднейшим странам Африки                                     |
| 32-й          | 15-17 июля 2006    | Россия                  | президент Владимир Путин                           | Санкт-Петербург                                    | Демографические проблемы современного мира                          |
| 33-й          | 6-8 июня 2007      | Германия                | федеральный канцлер Ангела Меркель                 | Хайлигендамм                                       | Транснациональная организованная преступность                       |
| 34-й          | 7-9 июля 2008      | Япония                  | премьер-министр Ясуо Фукуда                        | Тояко, Хоккайдо                                    | Защита интеллектуальной собственности                               |
| 35-й          | 8-10 июля 2009     | Италия                  | премьер-министр Сильвио Берлускони                 | Л’Акуила                                           | Мировой экономический кризис                                        |
| 36-й          | 25-26 июня 2010    | Канада                  | премьер-министр Стивен Харпер                      | Хантсвилл (Онтарио)                                | Финансовая помощь и налоговая нагрузка                              |
| 37-й          | 26-27 мая 2011     | Франция                 | президент Николя Саркози                           | Довиль                                             | Гражданская война в Ливии                                           |
| 38-й          | 18-19 мая 2012     | США                     | президент Барак Обама                              | Кэмп-Дэвид, Мэриленд                               | Ядерная программа Ирана                                             |
| 39-й          | 17-18 июня 2013    | Великобритания          | премьер-министр Дэвид Кэмерон                      | Лох-Эрн, Северная Ирландия                         | Отмывание капиталов и уклонение от уплаты налогов                   |
| 40-й          | 4-5 июня 2014      | Европейский союз        | председатель Европейского совета Херман Ван Ромпёй | Брюссель, Бельгия                                  | Российско-украинская война                                          |
| 41-й          | 7-8 июня 2015      | Германия                | федеральный канцлер Ангела Меркель                 | Замок Эльмау (Бавария)                             | Экономические санкции против Российской Федерации                   |
| 42-й          | 26-27 мая 2016     | Япония                  | премьер-министр Синдзо Абэ                         | Сима                                               | Ядерная программа КНДР                                              |
| 43-й          | 26-27 мая 2017     | Италия                  | премьер-министр Паоло Джентилони                   | Таормина (Сицилия)                                 | Гражданская война в Сирии                                           |
| 44-й          | 8-9 июня 2018      | Канада                  | премьер-министр Джастин Трюдо                      | Ла-Мальбе (Квебек)                                 | Проблема использования химического оружия на планете                |
| 45-й          | 24-26 августа 2019 | Франция                 | президент Эмманюэль Макрон                         | Биарриц                                            | Россия и Европейский союз                                           |
| 46-й          | 10-12 июня 2020    | в виде видеоконференции | президент Дональд Трамп                            | Кэмп-Дэвид (саммит отменён)                        | Последствия пандемии COVID-19                                       |
| 47-й          | 11-13 июня 2021    | Великобритания          | премьер-министр Борис Джонсон                      | Сент-Айвс (Корнуолл)                               | Новая «Трансатлантическая хартия» как альтернатива «Шёлковому пути» |
| 48-й          | 26-28 июня 2022    | Германия                | федеральный канцлер Олаф Шольц                     | Замок Эльмау (Бавария)                             | Российско-украинская война (2022)                                   |
| 49-й          | 19-21 мая 2023     | Япония                  | премьер-министр Фумио Кисида                       | Хиросима                                           | Украина и НАТО: Расширение НАТО                                     |
| 50-й          | 13-15 июня 2024    | Италия                  | премьер-министр Джорджа Мелони                     | Фазано (Апулия)                                    | Экономическая безопасность Европы                                   |
| 51-й          | 15-17 июня 2025    | Канада                  | премьер-министр Марк Карни                         | Кананаскис (Альберта)                              | Разрешение конфликта в Газе                                         |
| 52-й          | 2026               | Франция                 | президент Эмманюэль Макрон                         |                                                    | Миграция из Африки                                                  |

## Темы и места встреч «Большой семёрки»
- 1975 Рамбуйе Безработица, инфляция, энергетический кризис, структурная реформа международной валютной системы.
- 1976 Сан-Хуан Международная торговля, взаимоотношения Востока и Запада.
- 1977 Лондон Безработица среди молодёжи, роль МВФ в стабилизации мировой экономики, альтернативные источники энергии, уменьшающие зависимость развитых стран от экспортёров нефти.
- 1978 Бонн Меры по обузданию инфляции, помощь развивающимся странам через Всемирный банк и банки регионального развития.
- 1979 Токио Рост цен на нефть, дефицит энергоносителей, необходимость развития атомной энергетики, проблема беженцев из Индокитая.
- 1980 Венеция Рост цен на нефть, увеличение внешнего долга развивающихся стран, советское вторжение в Афганистан, международный терроризм.
- 1981 Монтебелло Рост населения земли, экономические отношения с Востоком с учётом интересов безопасности Запада, ситуация на Ближнем Востоке, наращивание вооружений в СССР.
- 1982 Версаль Развитие экономических отношений с СССР и странами Восточной Европы, ситуация в Ливане.
- 1983 Уильямсберг Финансовая ситуация в мире, долги развивающихся стран, контроль над вооружениями.
- 1984 Лондон Начавшееся оздоровление мировой экономики, ирано-иракский конфликт, борьба с международным терроризмом, поддержка демократических ценностей.
- 1985 Бонн Опасности экономического протекционизма, политика в области охраны окружающей среды, сотрудничество в сфере науки и технологий.
- 1986 Токио Определение среднесрочной налоговой и финансовой политики, способы борьбы с международным терроризмом, катастрофа на Чернобыльской АЭС.
- 1987 Венеция Ситуация в сельском хозяйстве, снижение процентных ставок по внешним долгам для беднейших стран, глобальное изменение климата, перестройка в СССР.
- 1988 Торонто Роль стран АТР в международной торговле, долги беднейших стран и изменение графика выплат Парижскому клубу, начало вывода советских войск из Афганистана, контингенты советских войск в Восточной Европе.
- 1989 Париж Диалог с «азиатскими тиграми», экономическая ситуация в Югославии, выработка стратегии по отношению к странам-должникам, рост наркомании, сотрудничество в области борьбы со СПИДом, права человека в Китае, экономические реформы в Восточной Европе, арабо-израильский конфликт.
- 1990 Лондон Инвестиции и кредиты для стран Центральной и Восточной Европы, ситуация в СССР и помощь Советскому Союзу в создании рыночной экономики, создание благоприятного инвестиционного климата в развивающихся странах, объединение Германии.
- 1991 Хьюстон Финансовая помощь странам Персидского залива, пострадавшим от войны, миграция в страны G7, нераспространение ядерного, химического, биологического оружия и обычных вооружений.
- 1992 Мюнхен Проблемы окружающей среды, поддержка рыночных реформ в Польше, отношения со странами СНГ, обеспечение безопасности ядерных объектов в этих странах, партнёрство G7 и стран АТР, роль ОБСЕ в обеспечении равных прав для национальных и других меньшинств, ситуация в бывшей Югославии.
- 1993 Токио Ситуация в странах с переходной экономикой, уничтожение ядерного оружия в СНГ, соблюдение режима контроля над ракетными технологиями, ухудшение положения в бывшей Югославии, усилия по мирному урегулированию на Ближнем Востоке.
- 1994 Неаполь Экономическое развитие на Ближнем Востоке, ядерная безопасность в Центральной и Восточной Европе и СНГ, международная преступность и отмывание денег, ситуация в Сараево, Северная Корея после смерти Ким Ир Сена.
- 1995 Галифакс Новая форма проведения саммитов, реформа международных институтов — МВФ, Всемирного банка, предотвращение экономических кризисов и стратегия их преодоления, ситуация в бывшей Югославии.
- 1996 Москва (встреча) Ядерная безопасность, борьба с незаконной торговлей ядерными материалами, ситуация в Ливане и ближневосточный мирный процесс, ситуация на Украине.
- 1996 Лион (саммит) Глобальное партнёрство, интеграция стран с переходной экономикой в мировое экономическое сообщество, международный терроризм, ситуация в Боснии и Герцеговине.
- 1997 Денвер Старение населения, развитие малого и среднего бизнеса, экология и здоровье детей, распространение инфекционных заболеваний, транснациональная организованная преступность, клонирование людей, реформирование ООН, освоение космоса, противопехотные мины, политическая ситуация в Гонконге, на Ближнем Востоке, на Кипре и в Албании.
- 1998 Бирмингем Новый формат встреч — «только лидеры», министры финансов и министры иностранных дел проводят встречи в преддверии саммитов. Глобальная и региональная безопасность.
- 1999 Кёльн Социальное значение глобализации экономики, списание долгов беднейшим странам, борьба с международной преступностью в финансовой сфере.
- 2000 Наго Влияние развития информационных технологий на экономику и финансы, борьба с туберкулёзом, образование, биотехнологии, предотвращение конфликтов.
- 2001 Генуя Проблемы развития, борьба с бедностью, продовольственная безопасность, проблема ратификации Киотского протокола, ядерное разоружение, роль неправительственных организаций, ситуация на Балканах и Ближнем Востоке.
- 2002 Кананаскис Помощь развивающимся странам Африки, борьба с терроризмом и укрепление роста мировой экономики, обеспечение безопасности международных грузов.
- 2003 Эвиан-ле-Бен Экономика, устойчивое развитие, а также безопасность и борьба с терроризмом.
- 2004 Си-Айленд Вопросы мировой экономики и безопасности, ситуация в Ираке и на Ближнем Востоке, отношения России и Японии, проблемы свободы слова.
- 2005 Глениглс Глобальные изменения климата и помощь беднейшим странам Африки.
- 2006 Санкт-Петербург Энергетическая безопасность, демография и образование, укрепление и расширение сотрудничества по борьбе с терроризмом. Ситуация на Ближнем Востоке.
- 2007 Хайлигендамм Борьба с глобальными изменениями климата и помощь беднейшим странам Африки
- 2008 Тояко Борьба с ростом цен на продовольствие и топливо, а также с инфляцией в целом.
- 2009 Л’Акуила Глобальный мировой экономический кризис 2008—2009 гг.[9][10]
- 2010 Хантсвилл
- 2011 Довиль Гражданская война в Ливии. Проблемы энергетики и изменение климата, продовольственная безопасность и питание, преобразования в экономике Афганистана, перемены на Ближнем Востоке и в Северной Африке[11].
- 2012 Кэмп-Дэвид Продовольственная безопасность.
- 2013 Лох-Эрн Уклонение от уплаты налогов, прозрачность международных финансовых потоков, гражданская война в Сирии.
- 2014 Брюссель Ситуация на Украине. Обсуждение расширения санкций против России.
- 2015 Замок Эльмау Глобальная экономика, энергетическая безопасность. Ситуация на Украине и в Сирии. Обсуждение сохранения санкций против России.
- 2016 Сима Ситуация на Украине и в Сирии. Обсуждение сохранения санкций против России. Ядерная программа КНДР. Глобальная экономика.
- 2017 Таормина
- 2018 Ла-Мальбе
- 2019 Биарриц
- 2020 Кэмп-Дэвид (отменён) Пандемия COVID-19.
- 2021 Сент-Айвс
- 2022 Крюн (Бавария) — 48-й саммит G7. Основная тема — война на Украине[12].
- 2023 Хиросима
- 2024 Фазано
- 2025 Кананаскис

## Россия и «Большая семёрка». «Большая восьмёрка» (1997—2014)
С 1996 года, после встречи в Москве, Россия начала всё активнее принимать участие в работе объединения, а с 1997 года участвовала в его работе на равных с другими участниками объединения, ставшего после этого группой восьми («Большой восьмёркой»).

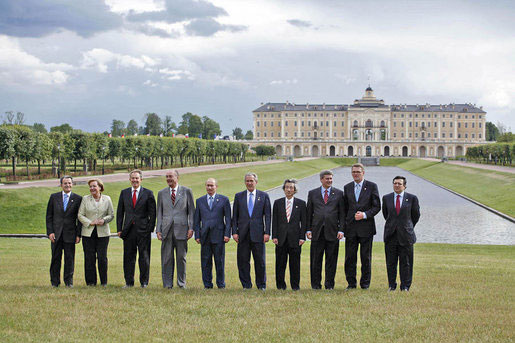
Участники саммита в Стрельне, у Константиновского дворца

Россия являлась страной-председателем «Большой восьмёрки» в течение 2006 года, тогда же в Санкт-Петербурге состоялся единственный на территории РФ саммит этой организации (встреча, которая прошла в Москве в 1996 году, не была признана саммитом).
На саммитах Российскую Федерацию представляли президенты (Борис Ельцин на саммитах 1997—1999 годов, Владимир Путин на саммитах 2000—2007 годов и на саммите 2013 года, Дмитрий Медведев на саммитах 2008—2011 годов). На саммите 2012 года Российскую Федерацию представлял председатель правительства Дмитрий Медведев.
С 1 января 2014 года Россия вновь приняла председательство в «Большой восьмёрке». На 4—5 июня 2014 года планировался саммит лидеров G8 в Сочи. Однако, в марте 2014 года, в ответ на аннексию Крыма Российской Федерацией, западные страны заявили о прекращении своей работы в формате G8 и переходе к формату G7 (без участия России), 4 июня 2014 года открылся саммит G7 в Брюсселе.
В дальнейшем, представители западных стран связывали вопрос о возобновлении своего участия в G8 (и, соответственно, самого формата этих встреч) с политическим курсом России, в частности позицией по украинскому конфликту («соблюдением Россией минских соглашений и выполнении ею взятых на себя обязательств» и крымским вопросом).
В августе 2019 года незадолго до саммита G7, проходившего 24-26 августа в Биаррице (Франция), президент России Владимир Путин провёл переговоры с президентом Франции Эммануэлем Макроном, который заявил, что «верит в Европу от Лиссабона до Владивостока», и отметил, что России и ЕС нужно создать «новую архитектуру безопасности». Следом за ним президент США Дональд Трамп высказал идею восстановления формата G8. Его идею поддержала Франция, однако канцлер ФРГ Ангела Меркель, премьер-министр Великобритании Борис Джонсон и премьер-министр Канады Джастин Трюдо выступили против восстановления членства России на текущем этапе. Евросоюз также выступил против восстановления G8 с участием России до устранения причин, которые привели к её исключению из клуба.
По итогам саммита G7 во Франции лидеры «группы семи» признали необходимость укрепления сотрудничества с Россией, но выразили уверенность, что восстанавливать формат G8 рано. При этом Дональд Трамп допустил, что может пригласить президента РФ Владимира Путина в качестве гостя на следующий саммит G7, который пройдёт в 2020 году в США. Путин дал понять, что считает формат G20 более предпочтительным в сравнении с «семёркой», в которой «не представлены другие крупнейшие государства».
30 декабря 2021 года Министр иностранных дел Германии Анналена Бербок заявила, что возвращение России в G7 в ближайшее время не предвидится. Она также назвала «очень болезненным», что Россия «исключила себя из этой группы» из-за аннексии Крыма.
В мае 2023 года министр иностранных дел России Сергей Лавров, говоря о решениях G-7, принятых на саммите в Хиросиме, заявил, что они направлены на двойное сдерживание РФ и Китая. Он также обвинил о том, что США и их союзники для нанесения стратегического поражения России используют Украину, для устранения первой, как геополитического конкурента. Позже МИД РФ заявил о необратимой деградации саммита G7, который превратился в инкубатор, где англосаксы реализуют деструктивные инициативы, подрывающие мировую стабильность.
13 февраля 2025 года президент США Дональд Трамп заявил, что поддерживает возвращение России в G7, назвав её исключение ошибкой.
20 февраля 2025 года администрация США выступила против использования формулировки «агрессор» в отношении России в коммюнике G7.
16 июня 2025 года на саммите G-7 в Канаде президент США Дональд Трамп вновь заявил, что исключение России  из G-8 было ошибкой, обвинив в этом Барака Обаму и Джастина Трюдо. По мнению главы Белого дома, если бы Москва осталась членом клуба, то не было бы украинского кризиса.

## Критика
По мнению издания Financial Times, экономическое доминирование G-7 ушло в прошлое, также как и однополярный США. Причина тому — ряд обстоятельств. С 2021 по 2023 год доля «Большой семёрки» в мировом производстве упадёт до 30 %. При этом, тот же показатель у одного Китая вырастет до 19 %. Пекин для многих развивающихся стран является более важным партнёром, чем G-7. Вместе с тем, уже 23 государства подали заявки на вступление в БРИКС (6 из которых были одобрены ко вступлению в союз с 1 января 2024 года), в который уже входят Бразилия, Россия, Индия, Китай и Южная Африка. Все эти страны сближает желание получить независимость от капризов США и «Большой семёрки», где проживает всего 10 % населения планеты. Поэтому, считает издание, G-7 должна защищать свои интересы, но уже не может управлять миром, из-за чего «Большой семёрке» необходимо искать пути к сотрудничеству.